# Подволовлєк
Подволовлєк (словен. Podvolovljek) — поселення в общині Луче, Савинський регіон, Словенія. Висота над рівнем моря: 646,7 м. 